# IR36

IR36 est une variété de riz hybride semi-naine sélectionnée à l'Institut international de recherche sur le riz (IRRI) par l'agronome et généticien Gurdev Khush.

## Histoire
La variété IR36 est issue de  croisements  de la variété IR8 avec 13 variétés parentales provenant de six pays différents (Inde, Indonésie, Chine, Viêt Nam, Philippines et États-Unis) réalisés par une équipe interdisciplinaire de chercheurs de l'IRRI. Sa commercialisation a débuté en 1976. 
C'est une variété semi-naine qui s'est révélée très résistante à un certain nombre d'espèces d'insectes nuisibles et de maladies, ce qui a permis d'améliorer les rendements du riz cultivé et d'abaisser le prix de cet aliment de base pour les familles asiatiques. L'IR36 mûrit rapidement (105 jours contre 130 jours pour l'IR8 et 150 à 170 jours pour les types traditionnels) et produit le grain long préféré dans de nombreux pays. La combinaison de ces caractéristiques a fait de l'IR36 l'une des variétés de riz  les plus plantées au monde en quelques années. Environ 110 000 km2 ont été plantés avec IR36 dans le monde entier dans les années 1980, un succès que le Gurdev Khush a renouvelé avec l'IR64 et de nouveau avec l'IR72 en 1990.
L'IR36 est l'une des nombreuses variétés hybrides qui ont permis la Révolution verte en remplaçant de nombreuses souches locales et la diversité génétique que l'on trouvait auparavant dans les rizières. On estime que plus de 100 000 souches locales étaient cultivées en 1960, et qu'elles ont été largement remplacées par des variétés hybrides.